# 毛万春
毛万春（1961年10月—），男，汉族，河南汤阴人，中华人民共和国政治人物。河南大学政教系毕业，中共中央党校研究生学历。中共第十八届中央委员（2014年10月增补）、第十九届中央候补委员。曾任中共陕西省委副书记，海南省政协主席。现任湖南省政协主席。

## 生平
1977年7月参加工作，在河南汤阴宜沟公社插队劳动。1978年9月，在河南大学政教系学习。1982年8月，回到汤阴县，从基层乡镇干部做起，后在共青团系统获得提拔。1983年8月加入中国共产党。1988年8月，任共青团安阳市委副书记。1989年8月，任共青团安阳市委书记。1991年8月，任中共林县县委副书记、县长。1993年，林县升为县级林州市，任市委书记兼市人大主任。1995年5月，任中共安阳市委常委、兼林州市委书记；当年9月，赴中共中央党校一年制中青年干部培训班学习；同时，在中央党校研究生院攻读政治经济学研究生课程。1998年2月，任中共周口地委副书记。2000年7月，任中共周口市委副书记。2001年1月，任中共许昌市委副书记、许昌市人民政府市长。2006年1月，任中共许昌市委书记。2010年7月，任中共河南省委常委兼洛阳市委书记。2012年11月，当选中共第十八届中央候补委员。
2013年5月，任中共陕西省委常委、组织部部长。在他的建议下，2014年8月陕西发布《关于对新提拔领导实行个人重大事项和家庭财产申报备案的意见》，使得陕西成为全国首个要求新提拔官员进行财产申报的省级地区。2014年10月，在中共十八届四中全会上，按照党章规定，顺次递补为中央委员会委员。2016年10月，升任中共陕西省委专职副書記。2017年1月，兼任中国延安干部学院第一副院长。2017年10月，中国共产党第十九次全国代表大会上当选中国共产党第十九届中央委员会候补委员。2018年1月，任海南省政协党组书记、主席。2018年1月，当选第十三届全国政协委员。
2023年1月，转任湖南省政协主席。